# Mirjam Tertilt

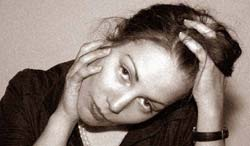
Mirjam Tertilt

Mirjam Tertilt (* 26. Mai 1977 in Stuttgart als Mirjam Schroth) ist eine deutsche Schauspielerin.

## Leben
Mirjam Tertilt wurde 1995 bis 2000 an der Berliner Schule für Bühnenkunst ausgebildet. Danach folgte eine klassische Gesangsausbildung. Zunächst spielte sie am Maxim Gorki Theater in Berlin, ab 2002 wurde sie Mitglied des Ensembles der Katakombe Frankfurt und spielt regelmäßig am Theaterhaus Frankfurt.
Schroth lebt in Frankfurt am Main.